# Tetrastichus metallicus
Tetrastichus metallicus är en stekelart som först beskrevs av Girault och Alan Parkhurst Dodd 1915.  Tetrastichus metallicus ingår i släktet Tetrastichus och familjen finglanssteklar. Inga underarter finns listade i Catalogue of Life.